# Condado de Choctaw (Alabama)
O Condado de Choctaw é um dos 67 condados do estado norte-americano do Alabama, localizado na parte sudoeste do estado. De acordo com o censo de 2022, sua população é de 12.439 habitantes. A sede de condado e sua maior cidade é Butler. Seu nome advém da tribo americana dos choctaw e o condado foi estabelecido em 29 de dezembro de 1847.

## História
O condado, originalmente, integrava partes da Nação Choctaw, cujos assentamentos se sabiam estarem localizados nas cercanias de Pushmataha, antes da realocação forçada causada pela Trilha das Lágrimas.
A  maioria dos pioneiros euro-americanos do condado eram fazendeiros das Carolinas do Norte e do Sul. Em 1912, a Alabama, Tennessee and Northern Railroad foi completada atravessando o condado de norte a sul, conectando-o ao norte do estado e ao Porto de Mobile. Isto induziu a população a mudar das áreas próximas ao Rio Tombigbee para a parte central do condado.
A população do condado atingiu seu auge na década de 1920, devido em parte aos empregos criados pela expansão da atividade madeireira originado por companhias como a E.E. Jackson Lumber Company e CHocktaw Lumber Company. A indústria de serrarias, porém, colapsou durante o período da Grande Depressão. Em 1944 foi furado, com sucesso, o primeiro poço de óleo do Alabama, fazendo do óleo e do gás o mais importante tipo de atividade industrial do condado; esta indústria decresceu nos anos 70 devido à queda de rentabilidade dos poços.
Uma família afro-americana, os Thorntons, de Mobile, teve destaque na edição de 24 de setembro de 1956 da Revista Life. O artigo incluía uma entrevista com a filha dos Thornton's, Allie Lee Causey, de Shady Grove, no Condado de Choctaw. Neste artigo, a Sra. Causey, uma professora, falou abertamente sobre a vida de sua família, afirmando que "a integração é o único meio pelo qual os negros receberão justiça. Não podemos recebê-la como pessoas segregadas. Se nós pudéssemos receber justiça em nossos empregos, e pagamento igualitário, somente então conseguiremos proporcionar melhores lares e uma boa educação". Quando a revista chegou ao conhecimento do condado, os  Causey's foram submetidos a uma brutal retaliação econômica pelos residentes brancos, os quais tentaram coagir a Sra. Causey a se retratar  de suas afirmações. Seus empréstimos foram sacados; os estabelecimentos locais lhes recusavam a venda de comida e gasolina; Willie Causey foi desligado do seu empreendimento como leenhador e Sra. Causey foi demitida de seu emprego como professora. A família acabou deixando o condado em outubro de 1956.
Fábricas têxteis abriram em Silas, Toxey e Butler, durante os anos 50 e 60, apesar de que a maior parte das usinas estavam fechadas já na entrada do século XXI. Nos anos 50, o condado também viu a construção de uma fábrica de papel em Naheola, agora de propriedade da Georgia-Pacific LLC. Foi declarado estado de calamidade no em setembro de 1979, devido aos danos causados pelo furacão Frederic. Na década de 80 foi encerrada a operação dessua principal ferrovia.

### Lugares históricos
O condado possui um lugar listado no Registro Nacional de Lugares Históricos: a Igreja Metodista de Mount Sterling. Adicionalmente, há cinco lugares listados no Registro de Monumentos e Patrimônio do Alabama.

## Geografia
De acordo com o censo, sua área total é de 2,390 km², destes sendo 2,370 km² de terra e 19 km² de água. 

### Condados Adjacentes
- Condado de Sumter, norte
- Condado de Marengo, nordeste
- Condado de Clarke, sudeste
- Condado de Washington, sul
- Condado de Wayne (Mississippi), sudoeste
- Condado de Clarke (Mississippi), oeste
- Condado de Lauderdale (Mississippi), noroeste

### Área de proteção nacional
- Refúgio Nacional de Vida Selvagem Choctaw

## Transportes

### Principais rodovias
- U.S. Highway 84
- State Route 10
- State Route 17
- State Route 114
- State Route 156

## Demografia
De acordo com o censo de 2022:
- População: 12.439 habitantes
- Densidade: 5 hab/km²
- Residências: 7.201
- Famílias: 5.211
- Composição da população:
  - Brancos: 57,4%
  - Negros: 41,1%
  - Nativos americanos e do Alaska: 0,2%
  - Asiáticos: 0,2%
  - Duas ou mais raças: 1,0%
  - Hispânicos ou latinos: 1,2%

## Comunidades

### Vilas
- Butler (sede)
- Gilbertown
- Lisman
- Needham
- Pennington
- Silas
- Toxey

### Áreas censitárias
- Cullomburg (parcialmente no condado de Washington)

### Comunidades não-incorporadas
- Barrytown
- Bladon Springs
- Cromwell
- Edna
- Jachin
- Melvin
- Mount Sterling
- Pushmataha
- Riderwood
- Robjohn
- Spring hill
- Yantley